# Vidisen
Koordinaten: 70° 33′ 0″ S, 4° 27′ 7″ O
Das Vidisen (norwegisch für Weites Eis) ist ein Schelfeis an der Prinzessin-Martha- und Prinzessin-Astrid-Küste des ostantarktischen Königin-Maud-Lands. Es liegt zwischen dem Fimbul-Schelfeis und der Komsomol-Halbinsel.
Wissenschaftler des Norwegischen Polarinstituts benannten es 2016.